# Fallada – Letztes Kapitel
Fallada – Letztes Kapitel ist ein deutscher Spielfilm aus dem DEFA-Studio für Spielfilme von Roland Gräf aus dem Jahr 1988 nach Motiven der Biografie Leben und Tode des Hans Fallada von Tom Crepon aus dem Jahr 1978.

## Handlung
Hans Fallada fährt 1937 mit seiner Frau Anna in ein Berliner Filmstudio, wo ihm Ausschnitte einer Dokumentation über einen Werksbesitzer gezeigt werden. Über diesen Mann soll er ein Szenarium für einen Film schreiben, wofür ihm 20.000 Mark, die er dringend benötigt, in Aussicht gestellt werden. Da er nicht so vorankommt, wie er möchte, wird ihm aus Berlin Else-Marie Bukonje zur Unterstützung bei den Schreibarbeiten in Carwitz zur Verfügung gestellt. Seine Versuche, ihr körperlich näher zu kommen, schlagen fehl. Als er sie nach der Ablehnung seines Manuskripts in ihrer Berliner Wohnung besucht, ergreift sie diesmal die Initiative und so kommen beide doch noch ins Bett. Seine Frau Anna betreut ihn in diesen Zeiten tiefster Depressionen, erträgt seine Aggressionen.
Eines Tages steht ein Polizist vor der Haustür und wünscht Hans Fallada zu sprechen. Er hat den Auftrag, Fallada zu überprüfen, da die Vermutung naheliegt, dass dieser wieder Rauschgift zu sich nimmt. Anna sucht ihn und findet ihn im Zimmer des Hausmädchens Anneliese, wie er sich gerade wieder anzieht. Den Polizisten kann er, zu dieser Zeit nur alkohol- und tablettenabhängig, von seiner Unschuld überzeugen; seiner Frau wirft er vor, ihn angezeigt zu haben. Anna macht ihm aber klar, dass die Anzeige von Else-Marie Bukonje kommt. Diese ist Bestandteil einer Intrige, die im Reichsministerium für Volksaufklärung und Propaganda gegen ihn initiiert wird, um ihn zur Mitarbeit im Interesse des Nationalsozialismus zu überzeugen.
Fallada bekommt eine Kommandierung zum Reichsarbeitsdienst nach Südfrankreich, worüber er eine Reportage schreiben will. Nach seiner Rückkehr soll er im Auftrag des Ministeriums einen antijüdischen Roman schreiben, wovon ihn Frau Bukonje zu überzeugen versucht. Hans Fallada, der zu dieser Zeit nur noch seichte Unterhaltungsliteratur schreibt, die keiner lesen will, ist an diesen Stoff aber nicht heranzukriegen. Außerdem verhindert ein längerer Aufenthalt in einem Sanatorium, in welches er wegen seiner Alkohol- und Tablettensucht eingewiesen wird, ein produktives Arbeiten. Nach der Entlassung aus dem Heim findet er in seinem Haus in Carwitz einen Teil der Verwandtschaft seiner Frau und seine Mutter vor. Sie sind vor den Folgen des fortgeschrittenen Krieges in den größeren Orten Deutschlands fort in diesen kleinen Ort geflüchtet. Als er den vollen Tisch sieht, verschwindet er gleich wieder in die Gaststätte des Ortes.
Hier lernt er die Berliner Fabrikantenwitwe Ursula Losch kennen, die mit ihrer kleinen Tochter ebenfalls in dem kleinen Ort Zuflucht gesucht hat. Bei ihr bleibt er gleich die ganze Nacht; als er gegen Mittag betrunken nach Hause kommt, eröffnet ihm seine Frau, dass sie sich scheiden lassen wird. Als er betrunken ein paar Sachen aus seinem Haus holen will, darunter auch sein Gewehr, beginnt er auf das Haus zu schießen und zielt auch direkt auf seine geschiedene Frau. Nur seiner Trunkenheit ist es zu verdanken, dass er sie nicht trifft. Anna kann ihn überwältigen und schmeißt das Gewehr in den See. Für diese Schüsse muss Fallada ins Gefängnis; er beantragt eine Schreiberlaubnis, welche ihm für das Schreiben des Romans über Juden, den er für das Propagandaministerium schreiben soll, genehmigt wird. Tatsächlich hat er zwischen den Zeilen das Manuskript für sein berühmtes Buch Der Trinker geschrieben. Nach seiner Entlassung zieht er wieder zu der schönen jungen Ursula; die Liebe zu ihr gibt ihm neue Kraft, die jedoch nicht beständig sein wird. Sie ist Morphinistin und zieht ihn noch weiter in den Abgrund.
Nach Ende des Krieges setzt ihn die Rote Armee in Feldberg als Bürgermeister ein. Fallada nimmt die Aufgabe sehr ernst und versucht Recht und Ordnung durchzusetzen, doch er scheitert an den ungewohnten Anforderungen und zieht mit seiner neuen Ehefrau Ursula nach Berlin, wo seine Abhängigkeit von den Drogen immer stärker wird. Er erhält aber die Unterstützung des Dichters Johannes R. Becher, dessen Nachbar er ist; er beginnt wieder zu schreiben. So kann er sein Buch Der Trinker fertigstellen, während seine Frau Geld für die Drogen durch den Verkauf von Antiquitäten beschafft. Einen Rückschlag bekommt er, als er einen offenen Brief in einer Zeitung zu lesen bekommt, in dem Else-Marie Bukonje die Frage nach dem echten Fallada stellt. Ein Verlag überzeugt ihn, natürlich mit einer Vorauszahlung den von ihm angedachten Roman Jeder stirbt für sich allein zu schreiben. Doch körperlich ist er am Ende und bricht während einer Lesung im Rundfunk zusammen, wird in ein Krankenhaus eingeliefert, wo er im Februar 1947 im Alter von 53 Jahren stirbt.

## Produktion und Veröffentlichung
Fallada – Letztes Kapitel wurde von der Künstlerischen Arbeitsgruppe „Roter Kreis“ auf ORWO-Color gedreht und hatte seine Premiere als Eröffnungsfilm des Nationalen Spielfilmfestivals der DDR am 11. Mai 1988 im Karl-Marx-Städter Kino Luxor-Palast. Der Anlauf in den Kinos der Bundesrepublik war am 21. September 1989. Im Fernsehen der DDR wurde der Film das erste Mal am 21. September 1990 im 2. Programm gezeigt.
Für das Szenarium waren Roland Gräf und Helga Schütz verantwortlich und die Dramaturgie lag in den Händen von Christel Gräf.

## Kritik
Die Kritik von Helmut Ullrich in der Neuen Zeit legt sich fest:

„Eine erschütternde Hommage für diesen großen Schriftsteller. Und ein Film von hohen Kunstqualitäten. Dramaturgisch ausgefeilt. Vorzüglich fotografiert (von Roland Dressel). Emotional bewegend.“

Im Neuen Deutschland meinte Horst Knietzsch:

„Bei aller Hochachtung vor diesem Werk, vielleicht dem reifsten des Regisseurs, ein kritischer Rest bleibt, über den aber letztlich der Zuschauer entscheiden wird: Vertiefte Anteilnahme am Besonderen dieses menschlichen Schicksals, am Bedrückenden mit Blick auf seine Zeit, wird vielleicht nur der, der um Falladas Lebensleistung weiß.“

In der Berliner Zeitung schrieb Detlef Friedrich:

„Von mitreißenden Schauspielern wird das Fallada-Leben in schlimmer Zeit und die vergebliche Hoffnung auf ihn nach dem Kriege atemberaubend geboten. Das Filmkritiker-Modewort Schauspielerfilm — hier gehört es hin.“

Das Lexikon des internationalen Films schreibt, dass der Film als psychologische Studie eines zwischen Depression und Aggression sich vollziehenden Persönlichkeitszerfalls überzeugender wirkt, denn als kritisches Zeitbild in poetisch-dokumentarischer Form.

## Auszeichnungen
- 1988: 5. Nationales Spielfilmfestival der DDR Karl-Marx-Stadt: Großer Preis für den Film als Gesamtwerk
- 1988: 5. Nationales Spielfilmfestival der DDR Karl-Marx-Stadt: Preis für Kamera
- 1988: 5. Nationales Spielfilmfestival der DDR Karl-Marx-Stadt: Preis für die beste männliche Hauptrolle an Jörg Gudzuhn
- 1988: Staatliches Prädikat: Besonders wertvoll[6]
- 1989: Internationales Filmfestival Chicago/USA: „Silberner Hugo“ für besten Darsteller an Jörg Gudzuhn
- 1989: Kritikerpreis „Die große Klappe“ der Sektion Theorie und Kritik des Verbandes der Film- und Fernsehschaffenden der DDR – Bester männlicher Darsteller 1988 – Jörg Gudzuhn